# Rajaz
Rajaz es el decimotercer álbum del grupo de rock progresivo Camel publicado en 1999. Tras las dos anteriores obras de Camel de tipo conceptual, se lanza en 1999 este trabajo el cual es considerado uno de los mayores logros de la banda.

## Creación
Para este àlbum Andy Latimer toma como referencia la experiencia de la World Music del bajista Colin Bass, y a diferencia de otros discos conceptuales, este álbum en si tiene canciones completamente independientes una de otra. 
A diferencia de álbumes anteriores en que Latimer afirma haber compuesto inicialmente desde el piano, para Rajaz la guitarra fue el vehículo principal de composición. 
Con respecto al título del álbum, el término Rajaz sale de un libro que Colin le presto a Andy y hace referencia a una cantinela que murmuraban los beduinos durante las travesías en el desierto, basada en el ritmo de los camellos.

## Sonido
Aquí es la primera vez que Camel realmente dedica un disco al animal. Hay matices que nos recuerdan a sus primeros discos, empezando porque fue grabado en conjunto y no por pistas, a excepción de los teclados que Ton Scherpenzeel que añadió después. En este año, Latimer, Bass y Stewart se encontraban en Estados Unidos, y Scherpenzeel en Holanda. 

## Tour
La gira mundial comienza el 26 de agosto de 2000 en el Teatro Great American de San Francisco en California y finaliza en 30 de abril de 2001 en el Teatro La Salle de Buenos Aires, Argentina. Esta fue la vez primera que Camel realiza una gira por varios los países de Sudamérica.
La formación fue Andy Latimer, Colin Bass, Denis Clement y Guy LeBlanc en reemplazo de Ton Scherpenzeel.

## Lista de temas
1. «Three Wishes» (6:58)
2. «Lost and Found» (5:38)
3. «The Final Encore» (8:07)
4. «Rajaz» (8:15)
5. «Shout» (5:15)
6. «Straight To My Heart» (6:23)
7. «Sahara» (6:44)
8. «Lawrence» (10:46)

## Intérpretes
Andrew Latimer - guitarra, voces, flauta, teclados, percusión
Colin Bass - bajo 
Ton Scherpenzeel - teclados 
Dave Stewart - percusión 
Barry Phillips - violinchelo
- Datos: Q1765254